# Hannogne-Saint-Martin
Hannogne-Saint-Martin é uma comuna francesa na região administrativa de Grande Leste, no departamento Ardenas. Estende-se por uma área de 4,68 km². Em 2010 a comuna tinha 479 habitantes (densidade: 102,4 hab./km²).